# Rod Brown
Lelton Gerard Brown, detto Rod (Dallas, 9 settembre 1978), è un ex cestista statunitense naturalizzato britannico.